# Макдоналдс
McDonald’s Corporation (в България – Макдоналдс) е американска компания, притежаваща верига ресторанти за бързо хранене, която обслужва 68 милиона клиенти по цял свят дневно в 119 страни по света. По данни от 2010 г. компанията заема 2-ро място по брой на ресторантите в целия свят след ресторантската мрежа Subway.
Компанията е специализирана в приготвянето на сандвичи и хамбургери. В допълнение предлага пържени картофи, млечни шейкове, десерти, зеленчукови салати, плодове и безалкохолни напитки. Някои от ресторантите на „Макдоналдс“ имат детски площадки и организират мероприятия за децата. Емблема на детското меню на „Макдоналдс“ е клоунът Роналд Макдоналд.
„Макдоналдс“ е популярен със забавния начин, по които предлага своите продукти, и със своята практичност; често се дава като пример за компания, която се разраства на базата на договори за франчайзинг.

## История
Първият ресторант е отворен на 15 май 1940 г. в американското градче Сан Бернардино, Калифорния от братята Мак и Дик Макдоналд. Тяхната концепция за бързо обслужване през 1948 г. установява принципите на днешните ресторанти за бързо хранене. Следващата стъпка е направена на 15 април 1955 г. в Илинойс, когато Рей Крок открива свободния ресторант  или деветия по ред „Макдоналдс“.
След време Крок купува от братята Макдоналд веригата магазини и ги превръща в едни от най-проспериращите в света. През 1967 г. става факт първият ресторант извън пределите на САЩ, а именно в Канада, като оттогава започва развитието на компанията като една от най-големите международни фирми.
През 1988 г. Макдоналдс „разбиват“ Желязната завеса и откриват ресторанти в социалистическите Югославия и Унгария. Първият в Русия ресторант на компанията (тогава – най-големият в света) се открива в Москва през януари 1990 г. През септември 1991 г. във Виена е открит главен офис за Централна Европа с цел да се координира откриването на нови ресторанти в бившите социалистически страни, като Чехия, Полша, Словения, България, Латвия, Естония, Румъния и Словакия, изграждайки 292 ресторанта в 13 страни до края на 1996 г. Компанията е често критикувана поради ниското заплащане и лошите работни условия.
„Макдоналдс“ е най-голямата верига от ресторанти за бързо обслужване с над 30 000 ресторанта в 121 държави в света.

## В България
През декември 1994 г. отваря врати първият в България ресторант на „Макдоналдс“ в центъра на Пловдив, като към настоящия момент те са 4 за града и общо 29 за цялата страна. Веригата има ресторанти още в София, Варна, Бургас, Пазарджик, Слънчев бряг, Златни пясъци, Стара Загора, Велико Търново и Плевен. В България веригата осигурява над 1000 работни места, които обслужват повече от 7 млн. души годишно. „Макдоналдс България“ заема първото място в категорията „Големи компании“ в проучването за най-добрите работодатели в България за 2006 г.
До януари 2024, „Макдоналдс“ има 49 ресторанта на следните места в България:
- София – 15 ресторанта
- Пловдив – 4 ресторанта
- Варна – 4 ресторанта (един на “Летище Варна”)
- Бургас – 4 ресторанта
- Ямбол – 2 ресторанта
- Стара Загора – 2 ресторанта („Парк Мол Стара Загора“ и в „Галерия Стара Загора“)
- Плевен – 1 ресторант („Панорама Мол“)
- Велико Търново – 1 ресторант [Търговски парк Велико Търново]
- Равда – 1 ресторант
- Слънчев бряг – 4 ресторанта
- Златни пясъци – 2 ресторанта и 1 мобилен
- Магистрала „Тракия“ – 2 ресторанта
- с. Студена (на международен път Е79) – 1 ресторант
- Магистрала „Марица“ – 1 ресторант
- летище „Сарафово“ (през лятото)

Освен тези места, в България вече има и 5 броя заведения от веригата McCafe – 1 на магистрала „Тракия“ и при с. Студена, и 3 в София. През 1997 г. в Русе е бил отворен такъв, но през 2003 г. затваря.